# Jordan Belfort
Jordan Belfort (New York, Bronx, 1962. július 9. –) amerikai bróker, tőzsdeügynök, aki arról ismert, hogy különböző csalások és hamis értékpapírokkal való kereskedelem révén több mint 21 millió dollárt keresett.
Életéről készült A Wall Street farkasa című film.

## Magyarul megjelent művei
- A Wall Street farkasa; ford. Kovács Kristóf; Tericum, Bp., 2008
- A Wall Street farkasának értékesítési módszere. Meggyőzés és befolyásolás mesterfokon; ford. Pétersz Tamás; HVG Könyvek, Bp., 2018